# Фултон (Міссісіпі)
Фултон (англ. Fulton) — місто (англ. city) в США, в окрузі Ітавамба штату Міссісіпі. Населення — 4542 особи (2020).

## Географія
Фултон розташований за координатами 34°15′46″ пн. ш. 88°24′7″ зх. д. / 34.26278° пн. ш. 88.40194° зх. д. (34.262880, -88.401928).  За даними Бюро перепису населення США в 2010 році місто мало площу 22,55 км², з яких 21,99 км² — суходіл та 0,55 км² — водойми.

## Демографія
Згідно з переписом 2010 року, у місті мешкала 3961 особа в 1311 домогосподарстві у складі 833 родин. Густота населення становила 176 осіб/км².  Було 1514 помешкання (67/км²).
Расовий склад населення:
| - 82,8 % — білих - 14,6 % — чорних або афроамериканців - 0,6 % — азіатів - 0,1 % — вихідців з тихоокеанських островів - 0,1 % — корінних американців |

До двох чи більше рас належало 1,1 %. Частка іспаномовних становила 1,4 % від усіх жителів.
За віковим діапазоном населення розподілялося таким чином: 17,0 % — особи молодші 18 років, 62,9 % — особи у віці 18—64 років, 20,1 % — особи у віці 65 років та старші. Медіана віку мешканця становила 34,5 року. На 100 осіб жіночої статі у місті припадало 81,4 чоловіків;  на 100 жінок у віці від 18 років та старших — 80,1 чоловіків також старших 18 років.
Середній дохід на одне домашнє господарство  становив 50 601 долар США (медіана — 39 063), а середній дохід на одну сім'ю — 64 461 долар (медіана — 50 474). За межею бідності перебувало 22,6 % осіб, у тому числі 26,7 % дітей у віці до 18 років та 19,0 % осіб у віці 65 років та старших.
Цивільне працевлаштоване населення становило 1315 осіб. Основні галузі зайнятості: освіта, охорона здоров'я та соціальна допомога — 37,3 %, виробництво — 20,8 %, роздрібна торгівля — 13,2 %, будівництво — 5,9 %.